# Thomsonfly

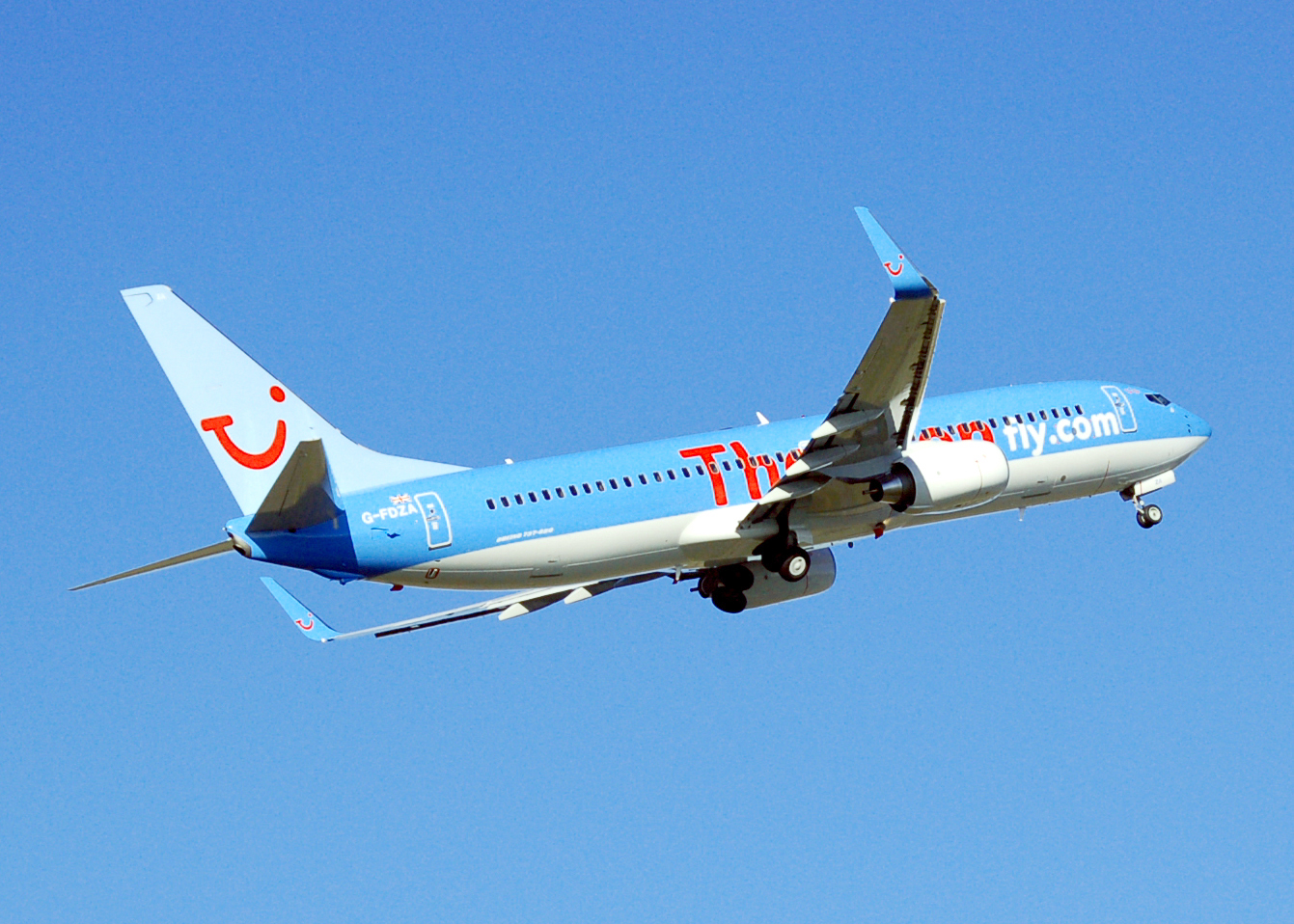
Boeing 737-800 авіакомпанії Thomsonfly на зльоті з лондонського аеропорту Лутон, 2007 рік

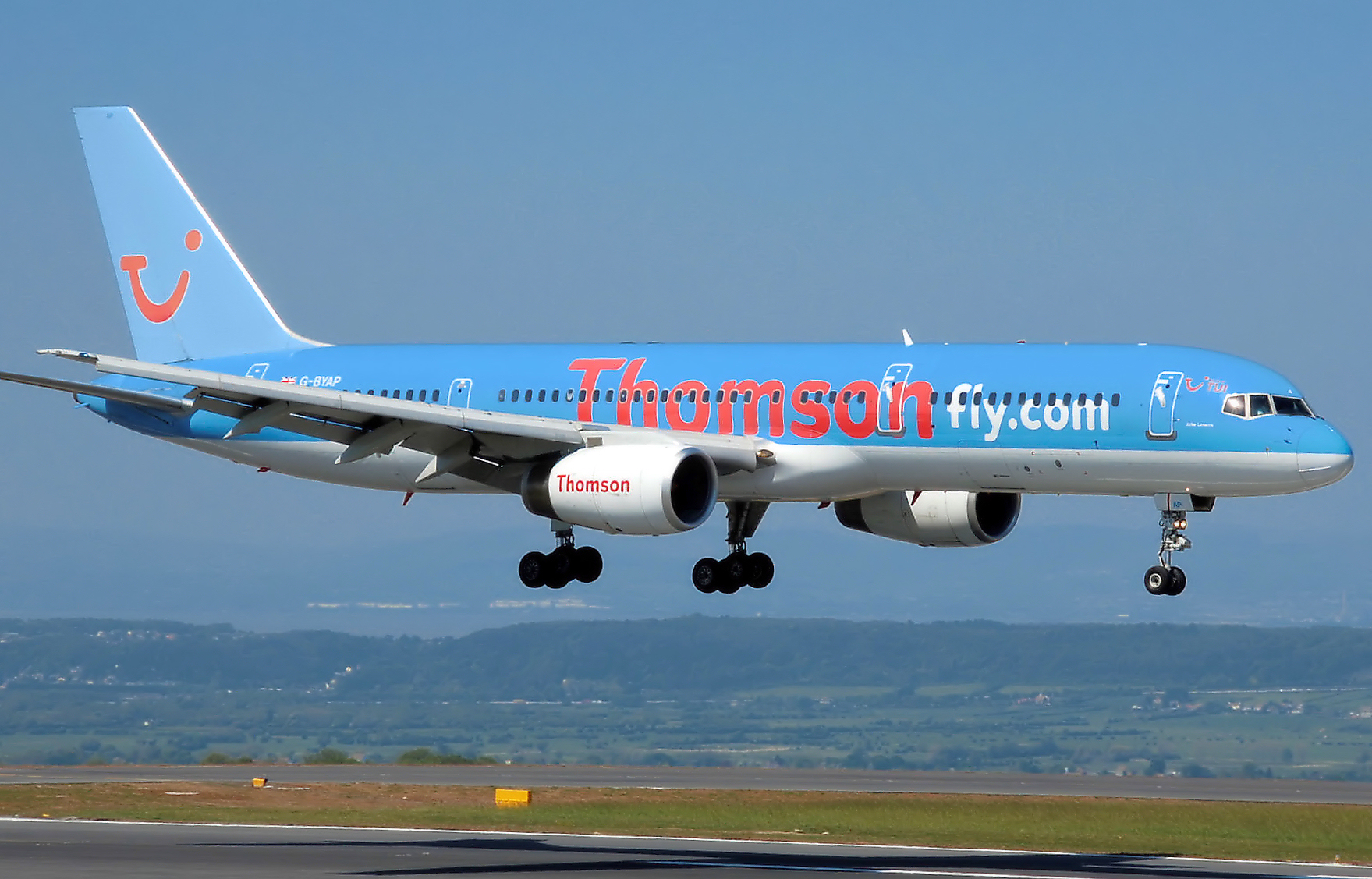
Посадка Boeing 757-200 авіакомпанії Thomsonfly в міжнародному аеропорту Брістоля, 2007 рік

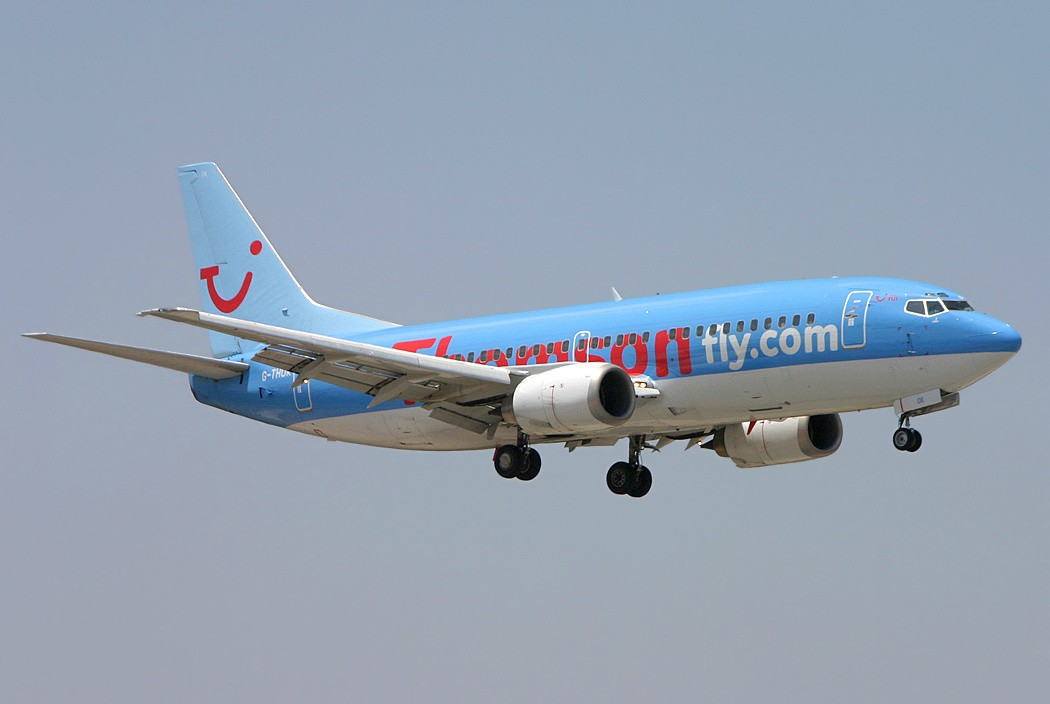
Посадка Boeing 737-36Q авіакомпанії Thomsonfly (реєстраційний G-THOK) в аеропорт Фару, 2006 рік

Thomsonfly, раніше відома як Britannia Airways, — колишня чартерна авіакомпанія, до вересня 2007 року здійснювала регулярні та чартерні пасажирські перевезення з Великої Британії в аеропорти Європи, Африки, Азії і Північної Америки.
У вересні 2007 року в результаті злиття британського підрозділу туристичного концерну TUI AG з керуючою компанією іншого туроператора First Choice Holidays було сформовано компанія TUI Travel PLC, що входить в TUI AG. Злиття підприємств спричинило за собою об'єднання двох авіакомпаній Thomsonfly і First Choice Airways і освіта 1 листопада 2008 року укрупненого авіаперевізника Thomson Airways, в даний час є найбільшою в світі чартерної авіакомпанії.
Штаб-квартира Thomsonfly розташовувалася в лондонському аеропорту Лутон. У ролі головних транзитних вузлів (хабів) авіакомпанія використовувала лондонські аеропорти Лутон і Гатвік, додатковими хабами перевізника були аеропорти в Белфасті, Бірмінгемі, Борнмуті, Брістолі, Глазго, Донкастер/Шеффілді, Кардіффі, Ковентрі, Ліверпулі, Манчестері і Ньюкаслі.
Авіакомпанія Thomsonfly працювала під ліцензією «А» експлуатанта Управління цивільної авіації Великої Британії, що дозволяла використовувати літаки місткістю 20 і більше пасажирських місць, а також здійснювати вантажні та поштові перевезення всередині країни та за її межами.

## Історія
Історія авіакомпанії починається із заснування 1962 року Тедом Ленгтоном британського авіаперевізника Euravia, який згодом змінив офіційну назву на Britannia Airways і працював під цією торговою маркою аж до грудня 2004 року. Авіакомпанія працювала по всій Європі, її флот регулярно поповнювався новими літаками, в середині 1990-х років перевізник прийняв в експлуатацію лайнери Boeing 757 і став першим в Європі замовником літаків Boeing 767. До кінця 2004 року повітряний флот Britannia Airways становив 45 машин Boeing 757 і 767.
У 2005 році керуюча компанія Thomson Holidays провела ребрендинг своїх дочірніх фірм, у результаті якого Britannia Airways змінила свою офіційну назву на Thomsonfly.
Перші регулярні маршрути авіакомпанія відкрила 31 березня 2004 року з нового пасажирського терміналу в Ковентрі, маючи намір офіційним чином отримати в оренду інфраструктуру аеропорту. З цими планами виявилась не згодна рада місцевого самоврядування району Уорік, розгорнувши кампанію проти переведення під контроль пасажирської авіакомпанії аеропорту, в якому раніше обслуговувалися як пасажирські, так і вантажні авіаперевізники. В очікуванні результату справи Britannia Airways продовжувала активно працювати на місцевому ринку, пропонуючи кілька щоденних маршрутів з регулярною схемою перевезень. У підсумку, права на керування великим будинком пасажирського терміналу на правах оренди перейшли до девелоперської компанії CAFCO.
28 квітня 2005 року Thomsonfly стала першою авіакомпанією, що відкрила комерційні перевезення з нового аеропорту Донкастер/Шеффілд імені Робіна Гуда і, згодом, першим оператором далекомагістральних рейсів з цього аеропорту.
У 2004 році авіакомпанія була визнана кращим чартерним перевізником Великої Британії за версією «Air Transport Users' Council».
У листопаді 2008 року Thomsonfly закрила всі регулярні рейси з аеропорту Ковентрі, залишивши в результаті повітряну гавань міста без постійних комерційних авіамаршрутів.

## Злиття з First Choice Airways
У березні 2008 року відбулося об'єднання британського підрозділу туристичного концерну TUI AG з іншим туристичним оператором First Choice Holidays PLC, в результаті якого була утворена нова компанія TUI Travel, яка є дочірнім підприємством концерну TUI. Штаб-квартира TUI Travel розмістилася у місті Кроулі (Західний Суссекс), а головний офіс регіонального підрозділу по Великій Британії та Ірландії — в Лутоні.
Об'єднання компаній спричинило за собою злиття двох авіаперевізників Thomsonfly і First Choice Airways, укрупнена при цьому авіакомпанія отримала офіційну назву Thomson Airways, сертифікат експлуатанта, коди IATA, ICAO і радіопозивний колишньої авіакомпанії Thomsonfly.

## Флот
Станом на жовтень 2008 року повітряний флот авіакомпанії Thomsonfly складали наступні літаки:
У жовтні 2008 року середній вік літаків авіакомпанії Thomsonfly склав 10,1 року.

## Статистика
| 2005                                                                | 9 505 928 | 52 461 | 80,1 % |
| 2006                                                                | 9 617 416 | 54 063 | 82,6 % |
| 2007                                                                | 9 444 973 | 54 515 | 84,6 % |
| джерело: УГА Великої Британії [Архівовано 31 серпня 2012 у WebCite] |           |        |        |

## Премії
- Skytrax: краща туристична авіакомпанія 2011 року
- FlightOnTime.info — Друге місце по пунктуальності перевезень серед чартерних авіакомпаній Великої Британії в сезонах літа 2005, літа 2007 і зимового сезону 2007/2008 років
- FlightOnTime.info — Найпунктальніша чартерна авіакомпанія Великої Британії в сезоні літа 2004 року
- AUC Crown Awards: сама пунктуальний чартерний перевізник у сезоні літа 2004 року
- Travel & Tourism Web Awards: краща авіакомпанія 2004 року
- Telegraph Travel Awards: краща чартерна авіакомпанія 2003 року